# A royal night of variety
A royal night of variety is een compositie van Frank Bridge. Hij schreef dit niemendalletje voor orkest op 4 mei 1934 om het op 8 mei 1934 te laten uitvoeren als afsluiting van de Royal Varieties Performances versie 1934. Plaats van uitvoering was het London Palladium en Koning George V van het Verenigd Koninkrijk was aanwezig. Het werk wordt gespeeld in tempo allegro moderato – tranquillo – moderato.

## Discografie
Uitgave Chandos: BBC National Orchestra of Wales o.l.v. Richard Hickox, opname 2004